# チャン・スヨン (アナウンサー)
チャン・スヨン（ハングル表記：장수연、1982年7月8日 - ）は、大韓民国の韓国放送公社 (KBS) 所属のアナウンサー。

## 学歴
- 高麗大学校 東洋史学科

## 担当番組

### テレビ
- ヌガヌガ チャラナ（2013年 、KBS 2TV）
- KBSニュース9（2013年10月26日 〜 2014年12月28日、KBS 1TV）
- KBSニュース5（朝鮮語版）（2017年6月5日 〜 、KBS 1TV）